# Xã Clifton, Quận Traverse, Minnesota
Xã Clifton (tiếng Anh: Clifton Township) là một xã thuộc quận Traverse, tiểu bang Minnesota, Hoa Kỳ. Năm 2010, dân số của xã này là 75 người.